# КЦМ
„КЦМ“ АД е предприятие за производство на олово и цинк със седалище в Пловдив и производствена база в Куклен, основна част от групата „Холдинг КЦМ 2000“, която притежава още няколко добивни и спомагателни предприятия.
Основано през 1961 година като държавно предприятие, през 2000 година то е приватизирано от своя мениджърски екип, който към 2024 година остава негов собственик. Към 2017 година „КЦМ“ АД е четвъртото по обем на продажбите металургично предприятие в страната (след „Аурубис България“, „София Мед“ и „Стомана - Индъстри“) и второто предприятие в област Пловдив (след „Табако Трейд“). Към 2022 година „КЦМ“ АД има около 1400 служители и обем на продажбите от 898 милиона лева.

## 1959 – 1989 години
Към края на 1950-те години, във връзка с програмата на Министерския съвет за ускорена индустриализация на страната и развитие на рудодобивната промишленост, се взема решение за разширяване на металургичните мощности за производство на цветни метали. С постановление на Министерския съвет, между градовете Пловдив и Асеновград, е определена 200 акрова площадка за строежа на нов завод за преработка на оловни и цинкови концентрати.
- 9 май 1959 г. – в присъствието на специалисти от „Гипроцветмет“ (главен проектант) е направена първата копка на завод за производство на олово и цинк, известен до края на 1980-те години като Комбинат за цветни метали „Димитър Благоев“.
- 24 декември 1961 г. – официално откриване на комбината. Ден преди това е пуснат в редовна експлоатация цинковият завод.
- 1963 г. – излети са първите блокчета олово.
- 1970 – 1985 г. – извършва се разширяване на основните производства.
- 1970 г. – цех „Прахова металургия“.
- 1985 г. – цех „330“ за производство на благородни метали.

## 1990 – 1999 години
- ноември 1991 г. – създадено е КЦМ АД – акционерно дружество със 100 % държавно участие.
- 17 ноември 1995 г. – между КЦМ АД и JBIC е подписан Договор за първия екологичен кредит (5 955 000 000 Ұ), който банката отпуска за България.
- 1999 г. – Основано дружество „Стройсервиз“.

## 2000 – 2005 години
- 27 януари 2000 г. – Регистрация на фирма КЦМ 2000 АД.
- 25 юли 2000 г. – Подписан договор между Агенцията за приватизация и КЦМ 2000 АД за приватизационна продажба на 80 % от капитала на КЦМ АД.
- 18 октомври 2000 г. – Започват строително-монтажните работи по изграждане на „Нова система за пържене на цинкови концентрати, очистване на газовете и производство на сярна киселина“ и „Локална пречиствателна станция за отпадни води“.
- 2 април 2001 г. – Начало на строително-монтажни работи на обект „Инсталация за деминерализирана вода“.
- 11 април 2001 г. – Черноморската банка за търговия и развитие, Солун отпусна кредит в размер на 9,171 млн. USD за финансово обезпечаване на проекта за Централна пречиствателна станция.
- 25 юни 2001 г. – Начало на аутсорсинга в КЦМ АД, Пловдив. Подписани са договори за покупко-продажба на следните предприятия: Предприятие за производство на кислород, Предприятие „РМЦ“, Предприятие „Автотранспорт“, Предприятие „Металургремонт“, Предприятие „СРЦ“.
- 26 юни 2002 г. – Извършва се продажбата на три предприятия от спомагателните дейности в КЦМ АД – електросервизна, механосервизна дейности и КИП и А.
- 17 октомври 2002 г. – Открито разширение на цеха за цинкова електролиза. След разширението производството на катоден цинк е увеличено със 17 %.
- 29 ноември 2002 г. – УС на КЦМ утвърждава Правилник на вътрешния трудов ред и Правилник за устройството и дейността на КЦМ АД – два основни документа, свързани с реинженеринга на дружеството.
- 19 декември 2002 г. – Успешно приключи сертификационния одит на Система за управление на Качеството ISO 9000 – БДС EN ISO 9001 визия 2000.
- 5 януари 2003 г. – Въвеждане в експлоатация на новия завод за производство на сярна киселина и пара за 72-часови проби.
- 19 март 2003 г. – Официално откриване на завода за сярна киселина и пара.
- 4 юни 2003 г. – Създадено предприятие „Стопански дейности КЦМ“, дъщерна фирма на КЦМ АД.
- Септември 2003 г. – КЦМ АД става носител на „Златен медал“ от 59 Международен технически панаир. Медалът е присъден за новия продукт – цинков сулфат-монохидрат.
- 27 февруари 2004 г. – На заседание на Съвета на директорите на КЦМ 2000 АД е взето решение за развитие на дружеството като промишлено-търговска група, която ще осъществява своите производствени, финансови и инвестиционни дейности не само в областта на металургията, но и в други стопански сфери.
- 14 април 2004 г. – КЦМ 2000 АД създаде и регистрира еднолично акционерно дружество КЦМ ТРЕЙД ЕАД.
- 24 юни 2004 г. – Връчване на Комплексно разрешително № 1 на КЦМ АД, Пловдив. КЦМ АД, Пловдив получи първото действащо по новия Закон за опазване на околната среда за България Комплексно разрешително по европейската Директива 96/61 ЕС за предотвратяване и контрол на промишленото замърсяване.
- 2004 година – Създадена е „Промишлено-търговска зона Куклен“. КЦМ 2000 АД притежава 50 % от капитала на фирмата.
- 2004 година – КЦМ 2000 АД става собственик на 49 % от капитала на „Лъки инвест“.
- 10 юни 2005 г. – Създадено е ново дружество – КЦМ ТЕХНОЛОДЖИ ЕООД. Дружеството е пазарно ориентирано и осигурява изпълнението на иновационната политика на КЦМ 2000 АД.
- 2005 година – Изградено Депо за твърди промишлени отпадъци.
- 2005 година – Внедрена ИСУБ – Информационна система за управление на бизнеса.
- Ноември 2005 г. – КЦМ АД получи Сертификат по ISO 14001:2004.
- 11 ноември 2005 г. – Официално откриване на Централна пречиствателна станция /ЦПС/ в КЦМ АД.

## 2006 – 2010 години
- 2006 година – Фирмите от индустриалния и стопански сервиз получиха Сертификат ISO 9000.
- 2006 година – Регистрация на среброто на борсите за благородни метали в Истанбул и Дубай.
- Октомври 2006 г. – Стартира Нова управленско-организационна структура в КЦМ АД, която въведе по-модерна организация и принципи на управление. С въвеждането на НУОС се създадоха и три обособени производства: оловно, цинково и производство на благородни метали и сплави.
- 2006 г. – Пусната в редовна експлоатация Инсталация за производство на сплави за непрекъснато поцинковане (CGG).
- Юни 2007 г. – Изграждане, внедряване и функциониране на Корпоративна интегрирана система за управление в дружествата от КЦМ 2000 Груп в съответствие с изискванията на ISO 9001:2000, ISO 14001:2004 и OHSAS 18001:2002. КЦМ 2000 Груп получи уникален по своята интегрираност и обхват Сертификат за качество.
- 5 септември 2007 г. – Приет статут на наградата „Полет над Пловдив“. Наградата представлява сребърна пластика и е учредена от КЦМ 2000 АД. Връчва се на ежегодно в „Нощ на музеите и галериите“ за особен принос в духовния живот на пловдивчани.
- 5 ноември 2007 г. – Открита първата в страната Инсталация за преработка на акумулаторни отпадъци.
- 2008 година – Стартира проектът „Технологично обновление и разширение на производството на КЦМ АД“.
- Април 2008 г. – Приемане на ПРОГРАМА за пълноценно и равностойно партниране между КЦМ 2000 АД и Община Куклен, в качеството им на естествени партньори при реализирането на проекти, приоритетни за повишаване благосъстоянието и социалното развитие на общностите в региона.
- 21 януари 2009 г. – Официално връчване на сертификат за инвестиция клас А на КЦМ АД, Пловдив за инвестиционния проект „Технологично обновление и разширение на производството на КЦМ АД, Пловдив“.
- 2009 г. – КЦМ 2000 АД – 100 % българска собственост.
- 1 септември 2009 г. – Създаден КЦМ индустриален сервиз.
- 11 януари 2010 г. – Подписване на Корпоративна политика за екологична и социална отговорност на КЦМ 2000 Груп.
- На 1 септември 2010 г. е подписан договор за инвестиционен заем в размер на 95 млн. евро между КЦМ, Европейската банка за възстановяване и развитие (ЕБВР) и Уникредит Булбанк. Срокът на заема е 11 години, с 2 години гратисен период. Двете финансиращи институции участват наравно в проекта с по 47.5 млн. евро.

Технологичното обновление и разширение на производството на КЦМ АД ще се извърши в рамките на 36 месеца с краен срок октомври 2013 г. Проектът се изпълнява без прекъсване на съществуващото производство, като голяма част от обектите ще бъдат разположени на нови производствени площадки на територията на комбината.
Технологични характеристики на проекта
В оловното производство ще бъде изграден нов високотехнологичен завод на световно ниво. Старите технологии и производствени съоръжения ще бъдат заменени с високоефективни и екологично чисти, с които двойно ще се намалят енергийните разходи и ще повиши над два пъти производителността на труда. Предвижда се незначително повишаване на производствения капацитет до около 71 000 т общо олово, но с максимално увеличение на оловните сплави и продукти с висока добавена стойност. Проектът за новото оловно производство включва изграждане на пет технологични обекта:
- инсталация за подготовка, транспортиране и зареждане на суровините
- инсталация за автогенно топене на първични и вторични суровини
- инсталация за охлаждане и очистка на технологичните газове
- инсталация за производство на сярна киселина
- инфраструктурни съоръжения и помощни инсталации.
Разработените проектни решения за цинковото производство предвиждат максимално използване на доказалите се през годините конкурентни предимства на съществуващата технология и обновление и разширение на мощностите за извличане на цинковата угарка и вторични суровини. С планираната модернизация енергоемкостта на производството ще се намали с 30 %, а капацитетът ще се разшири до 103 000 т общ цинк.
Рециклирането е неделима част от стратегията за устойчиво развитие на КЦМ. С финализиране на технологичното обновление производството на метали от вторични суровини ще достигне 25 % от общото производство на олово и 30 % от общото производство на цинк.
Реализацията на проекта „Технологично обновление и разширение на производството на КЦМ АД“ е от изключителна важност за устойчивото развитие на една от най-големите български компании и за запазване на нейните отлични пазарни позиции в международен аспект.